# Ellora (Schriftstellerkreis)
Ellora war ein Kreis von Schriftstellern in Berlin von 1852 bis etwa 1865.

## Geschichte
Friedrich Eggers, Theodor Fontane und weitere Schriftsteller trafen sich in Berlin regelmäßig in den literarischen Zusammenkünften des Tunnels über der Spree und des Rütli.
1852 beschlossen sie, sich außerdem in einem kleineren Kreis  einmal wöchentlich abends zu treffen. Der Name Ellora leitete sich aus einem Gespräch als  geflügeltes Wort heraus und wurde zum Namen für die Zusammenkünfte. Zu der eigentlichen Bedeutung von den indischen Ellora-Höhlen gab es keine bewusste Beziehung.
Die Gruppe traf sich wöchentlich in einer Wohnung eines Mitglieds. Es wurden eigene Texte vorgetragen, Lieder gesungen, über Literatur und weitere Themen gesprochen. Nach einiger Zeit  wurde die Aufmerksamkeit mehr auf den geselligen Charakter gelegt. Es wurden die Frauen einiger Mitglieder dazu geladen und ausgiebiger gegessen und getrunken.
Die Ellora blieb für Theodor Fontane und die anderen Mitglieder in der gesamten Zeit des Bestehens eine wichtige Inspirationsquelle.
Nach 1862 gibt es nur noch wenige Nachrichten über die Treffen, die wahrscheinlich dann eingestellt wurden.

## Mitglieder
Gründungsmitglieder
- Friedrich Eggers (Friede)
- Theodor Fontane (Noehl)
- Richard Lucae (Dick)
- Wilhelm Lübke (Irus)
- Otto Roquette (Ottowald)
- Karl Zöllner (Chevalier)

Weitere Mitglieder
- Franz Kugler (Freischärler)
- Wilhelm von Merckel

- Emilie Fontane (Elloramutter)
- Clara Kugler
- Marie Lucae
- Mathilde Lübke
- Henriette von Merckel (Elloratante)
- Emilie Zöllner (Chevalière)

Vollständige Aufzählung